# Dorstenia djettii
Dorstenia djettii är en mullbärsväxtart som beskrevs av Guillaumet. Dorstenia djettii ingår i släktet Dorstenia och familjen mullbärsväxter. Inga underarter finns listade i Catalogue of Life.